# Kisházi Péter
Kisházi Péter (Kaszaper, 1928. december 23. – Budapest, 1988. július 12.) magyar bányakutató mérnök, egyetemi tanár.

## Életpályája
Diplomáját Sopronban, a Nehézipari Műszaki Egyetem Bányamérnöki Karán szerezte 1952-ben. A földtan-tereptani tanszéken tanársegéd, majd 1957-től adjunktus volt. 1959-ben a Bányamérnöki Kar Miskolcra kerülésekor másfél évig oktatott az egyetemen. 1961-ben visszatért Sopronba. Itt eleinte akadémiai kutató, majd 1965-től a Bányászati Kutató Intézet petrográfiai osztályának tudományos munkatársa, 1969-től főmunkatársa, 1974-től vezetője volt.
Munkássága a metamorf kőzettant, az ércteleptant és a hidrogeológiát ölelte fel. Eredményes kutatást végzett a dunántúli hideg és meleg karsztvíz közötti áramlási viszonyok kimunkálásában, Sopron vízföldtanának alapozó munkájában több évtizeden át részt vett. A Kelet-Alpok magyarországi kristályospalarögeinek modern feldolgozója.

## Művei
- Magyarország titánércelőfordulásai (1978)
- Soproni-hegység, Brennbergbánya, Kőbérc-Oromvégi kő¬ fejtő Soproni Csillámpala Formáció, Óbrennbergi Csillámpala (1985)
- Kőszegi-hegység, Cák, felső kőfejtő Velem! Mészfillit Formáció, Oáki Konglomerátum Tagozat (1986)